# Đại học Kinh tế Nhà nước Tashkent
Đại học Kinh tế Nhà nước Tashkent (tiếng Uzbekistan: Toshkent Davlat Iqtisodiyot Universiteti; tiếng Nga: Ташкентский государственный экономический университет) là một đại học công lập, đại học quốc gia ở Uzbekistan. Trường được thành lập năm 1931 với tên gọi Viện Tài chính Nhà nước Tashkent, trường được đổi tên năm 1991 thành tên gọi như hiện nay.
Với khoảng 10.000 sinh viên, đại học này là một trong những trường đại học kinh tế lớn nhất tại Trung Á. Trường có nhiều viện. Đại học Kinh tế Nhà nước Tashkent là trường kinh doanh theo kiểu Mỹ quốc tế đầu tiên ở Uzbekistan và có các mối quan hệ với các trường đại học danh tiếng của Mỹ, Anh và Đức. Trường cũng có thư viện trường đại học lớn nhất Trung Á.
Trường có hơn 600 giảng viên, 3 viện sĩ của Viện hàn lâm khoa học Uzbekistan, một viện sĩ của Viện hàn lâm Nhân văn Nga và 1 viện sĩ của Viện hàn lâm khoa học tự nhiên, hơn 50 tiến sĩ khoa học và khoảng 300 phó tiến sĩ.